# Mohamed Ali Kebabou
Mohamed Ali Kebabou, né le 27 juin 1988 à Hammamet, est un athlète tunisien, spécialiste du lancer du javelot.

## Biographie
En 2007, il remporte les championnats d'Afrique juniors, se classe troisième des Jeux africains, et s'impose lors des Jeux panarabes.
Il remporte la médaille d'or des championnats d'Afrique 2008, à Addis-Abeba en Éthiopie, en établissant un lancer à 74,20 m (record personnel).

## Palmarès
| Date | Compétition                    | Lieu        | Résultat | Épreuve           | Marque  |
| ---- | ------------------------------ | ----------- | -------- | ----------------- | ------- |
| 2005 | Championnats d'Afrique juniors | Tunis       | 2e       | Lancer du javelot | 63,66 m |
| 2007 | Championnats d'Afrique juniors | Ouagadougou | 1er      | Lancer du javelot | 71,47 m |
| 2007 | Jeux africains                 | Alger       | 3e       | Lancer du javelot | 71,77 m |
| 2007 | Jeux panarabes                 | Le Caire    | 1er      | Lancer du javelot | 71,41 m |
| 2008 | Championnats d'Afrique         | Addis-Abeba | 1er      | Lancer du javelot | 74,20 m |

## Records
| Épreuve           | Performance | Lieu        | Date       |
| ----------------- | ----------- | ----------- | ---------- |
| Lancer du javelot | 74,20 m     | Addis-Abeba | 4 mai 2008 |